# Koni (hameau)
 (mai 2024).
Pour les articles homonymes, voir Koni.
Koni (en russe : Кони) est un hameau de l'établissement rural de Touria du raïon de Kniajpogost de la république des Komis en Russie européenne. Sa population s'élevait à 33 habitants au recensement de 2010.

## Géographie
Koni est située dans la république des Komis, un sujet de la Russie, dans le district fédéral du Nord-Ouest. Le hameau se trouve dans l'établissement rural de Touria dans le raïon de Kniajpogost, un raïon de la république. Il est situé sur la rive droite de la rivière Vym à une distance d'environ 34 km au nord-nord-ouest en ligne droite du centre administratif du raïon Iemva. 
Koni, comme toute la république des Komis, est située dans le fuseau horaire MSK (heure de Moscou). Le décalage horaire appliqué par rapport au temps universel coordonné est +03:00.

## Toponymie
Trois hypothèses ont été émises sur l'étymologie du nom. En russe, le mot Koni signife « cheval », et peut-être que le village s'appelle ainsi à cause de l'animal. En oudmourte, le mot « коньы (Kony) » qui signifie « écureuil », et enfin une dernière version dit qu'il vient du mot Konö, Konöy en Komi.

## Histoire
Le cimetière d'Idjydel, qui se trouve sur le territoire du hameau, possède des sépultures datant du XIe au XVe siècle. Au Moyen Âge, sur la rive opposée, les Novgorodiens ou les Moscovites ont construit une forteresse en bois, qui a changé de mains.
Le hameau est pour la première fois mentionnée en 1600 sous le nom de Narovskaïa, et en 1608 il est dit que six ménages paysans y vivent, avec autour huit autres villages. Les habitants du hameau participèrent à la colonisation de la Sibérie, ce qui fit que les habitants partaient au fur et à mesure. 
Au début du XVIIIe siècle, il y avait 7 ménages (les Kouchtysev, les Sokerine, les Gabov, les Jiline, les Rozmanov, les Tarkhanov et les Bougouïev), et en 1710, le village était désormais mentionné sous le nom de Koni. Durant le siècle, le village s'est rapidement développé, et en 1784, la population s'élevait à 232 habitants.
Entre la fin du XIXe siècle et le milieu du XXe siècle, le village a connu son âge d'or. L'agricultur était abondante, des moulins à eau étaient exploités. Au milieu du XIXe siècle, une chapelle avait été construite. En 1895, une école d'alphabétisation fut ouverte, puis une école primaire en 1907. Pour le tricentenaire de la dynastie des Romanov, une école à deux étages fut érigé. 87 habitants ne sont pas revenus de la Seconde Guerre mondiale, et la population a continué à baisser. Sous la période soviétique, le village était divisé en deux : Veï-Koni (192 habitants en 1959) et Iachgor (265 habitants en 1959). Les villages furent regroupés en 1977. Alors qu'en 1979, 235 personnes vivaient à Koni, ils n'étaient plus que 85 en 1989.
En 2003, l'Institut national d'études artistiques a fait figuré le village dans sa liste noire des sites architecturaux et paysagers en danger.
En 2021, une maison d'hôtes a ouvert dans le village, ce qui a permis l'arrivée des premiers touristes. 

## Démographie
Recensements (*) et estimations de la population,,:
| 1784 | 1854 | 1959* | 1979* |
| ---- | ---- | ----- | ----- |
| 232  | 358  | 457   | 235   |

| 1989* | 2002* | 2010* | - |
| ----- | ----- | ----- | - |
| 85    | 78    | 33    | - |

## Architecture

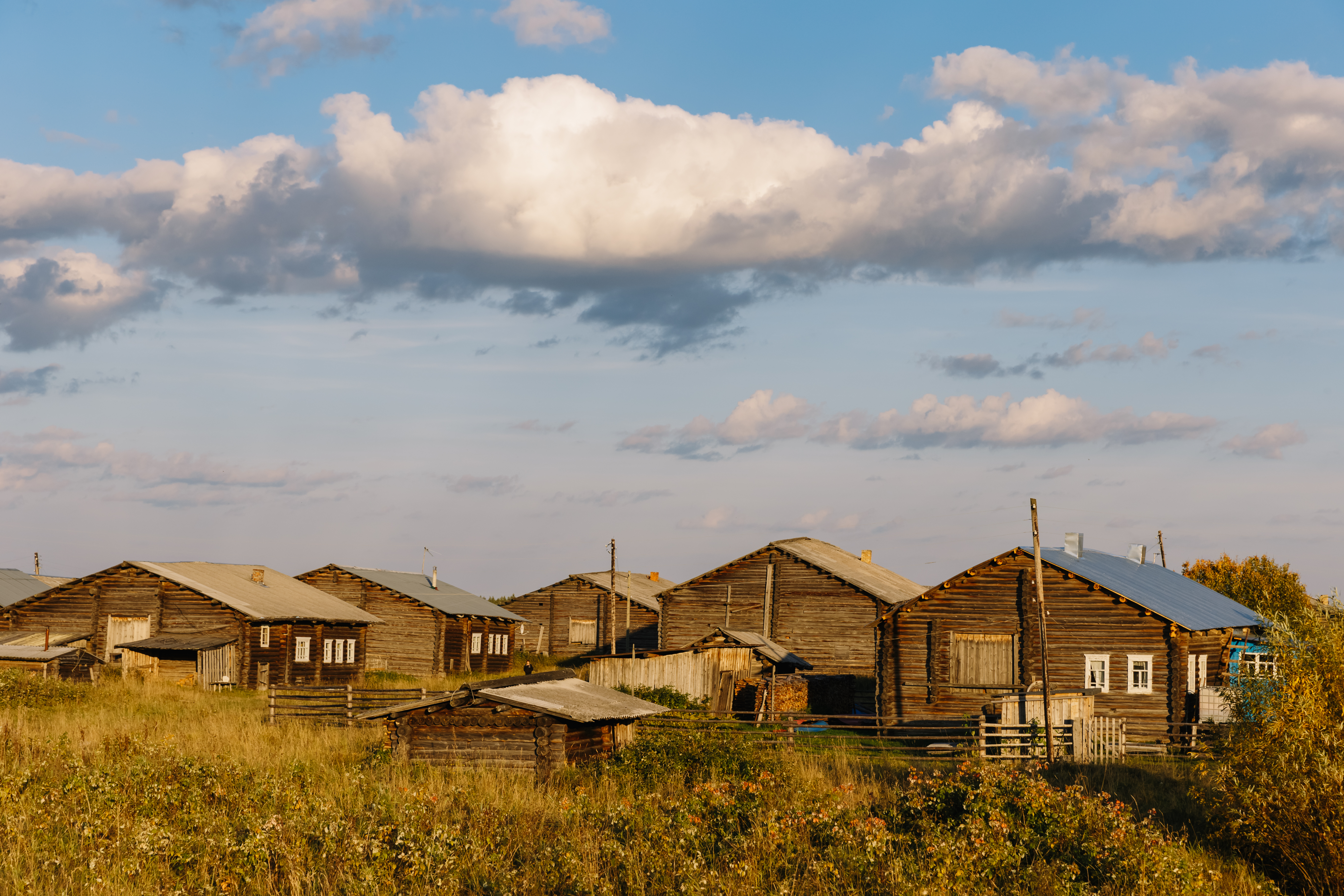
Maisons en bois.

Le village est renommé dans la région pour son architecture, l'ensemble culturel historique y ayant été presque entièrement préservé. Les maisons (isbas) et autres cabanes reflètent l'architecture en bois russe. Les maisons sont situées le long de la rivière, et les feneêtres sont tournées vers celle-ci. Les maisons sont disposées sur plusieurs rangées, et la grande majorité a au moins une centaine d'année,.